# Bacillus thuringiensis
Il Bacillus thuringiensis è un batterio sporigeno che vive nel terreno. Quando viene ingerito mediante vegetali contaminati, il batterio sporula nell'ospite liberando le cosiddette tossine Bt o, più esattamente, delta-endotossine (innocue per gli esseri umani) che sono in grado di danneggiare il tratto digerente delle larve di Ditteri, come le zanzare, o di causare una malattia paralitica nei bruchi di molti Lepidotteri.
Il batterio fu scoperto nel 1901 in Giappone e, in modo indipendente, da Ernst Berliner, in Germania, nel 1911.

## Tossina Bt
Le tossine sono contenute all'interno di cristalli che si dissolvono solo nelle particolari condizioni presenti a livello intestinale in alcuni insetti. Al fine di permettere la solubilizzazione del cristallo, il pH deve essere alcalino (pH>9). Per questo motivo, i cristalli non sono solubili nell'apparato digerente umano, il cui ambiente è a forte acidità. Le tossine Bt sono estremamente specifiche e interagiscono solo con l'intestino di determinate specie d'insetti.
Per le loro caratteristiche di specificità e innocuità per l'uomo, trovano impiego nella formulazione di insetticidi per l'agricoltura biologica o meno. Inoltre, sono state messe a punto alcune piante transgeniche (come il mais MON 810) che sono in grado di produrre da sé la tossina. 
Il formulato commerciale risulta più appetibile per le larve se addizionato di zucchero prima di essere irrorato sulle parti verdi delle piante trattate.
È di interesse anche in apicoltura, dove è usato nella lotta biologica alla tarma della cera d'api.